# Parafia Chrystusa Króla w Janowicach Wielkich
Parafia pw. Chrystusa Króla w Janowicach Wielkich – parafia rzymskokatolicka w dekanacie Jelenia Góra Wschód w diecezji legnickiej. Kościół parafialny mieści się przy ulicy Partyzantów w Janowicach Wielkich.